# Pfarrkirche Ebenthal (Niederösterreich)

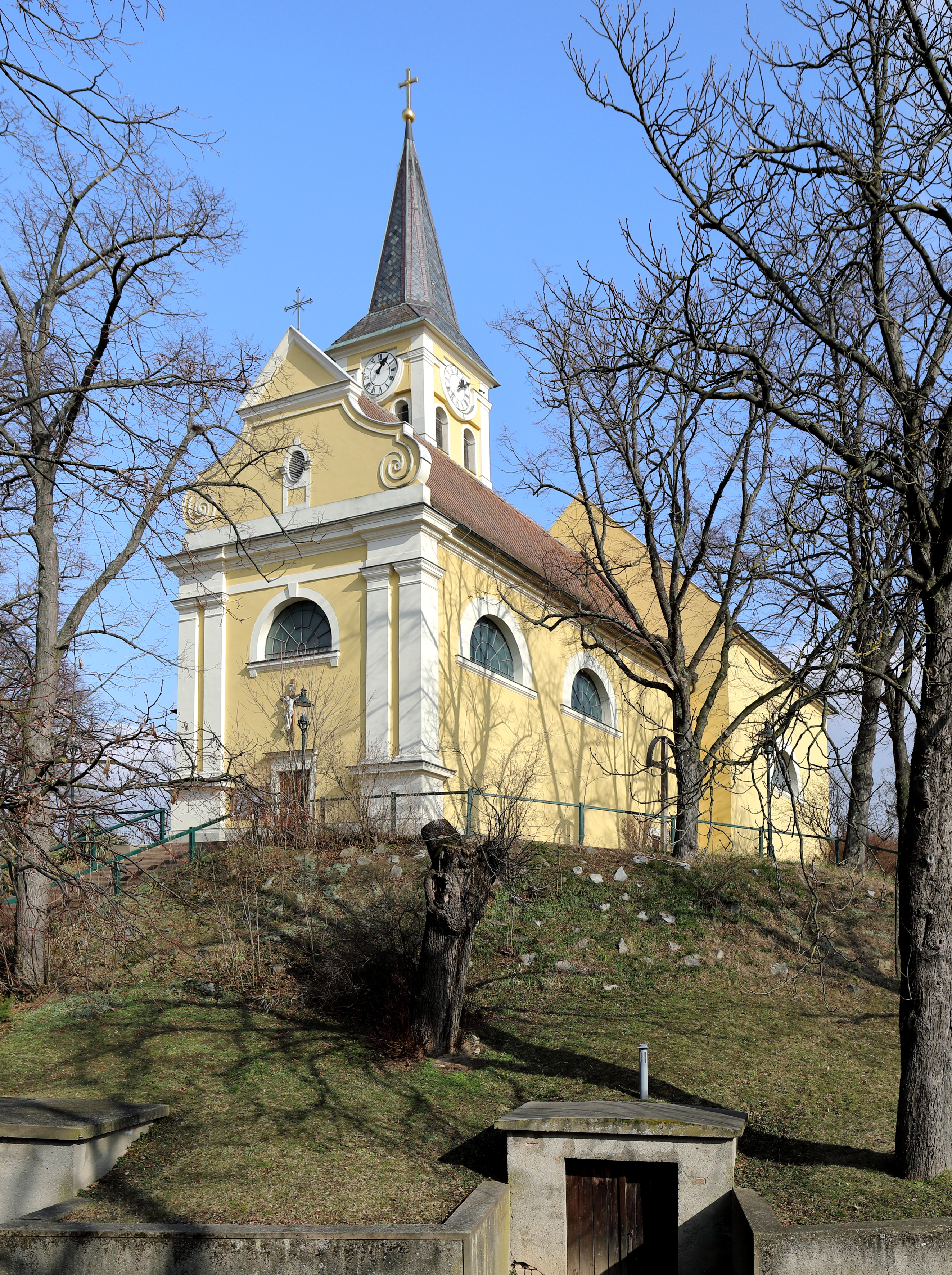
Pfarrkirche Ebenthal

Die Pfarrkirche Ebenthal ist ein römisch-katholischer Sakralbau in Ebenthal im österreichischen Bundesland Niederösterreich. Sie ist dem Heiligen Koloman gewidmet und gehört dem Dekanat Zistersdorf in der Erzdiözese Wien an.

## Geschichte
Die Pfarrkirche zu Ebenthal wurde im Jahr 1347 von der Kartause Mauerbach als Pfründe, also als Schenkung, eingerichtet. Die Urpfarre war das im 11. Jahrhundert gegründete Stillfried, welches ebenfalls zur Kartause Mauerbach gehörte.
Eine andere Quelle datiert die Entstehung der Pfarre ins 13. Jahrhundert: „wenn wir ein Gesuch in Betrachtung ziehen, welches im Jahre 1746 der damalige hiesige Pfarrer an den Herrn Prälaten von Melk erlassen hat, worin er denselben um einen Partikel vom heiligen Colomann bat, und dabei anführte, daß die Pfarrkirche zu Ebenthal 474 Jahre dem heiligen Märtyrer Colomann geweiht sei, so würde hier schon im Jahre 1272 eine Pfarre bestanden haben.“
Die Topographie von Niederösterreich gibt über das weitere Schicksal der Pfarre Auskunft: „Aus späteren Verhältnissen läßt sich schließen, dass die Pfarre, und zwar nicht lange nachher [Anm.: nach 1391], an den Landesfürsten gekommen sei, der sie mit andern geistlichen Pfründen zur besseren Dotierung der von seinem Hause gestifteten Karthause Mauerbach verwendete. Im Pfarrverzeichnisse des Passauer Bischofs Leonhard von Leinigen (1429) erscheint die Pfarre Ebental so wie die benachbarten Stillfried unter dem Patronate des Priors von Mauerbach, ebenso im Pfarrverzeichnisse 1666, hier mit Einbeziehung der St. Rochuscapelle zu Angern und der St. Leonhardcapelle zu Ollersdorf.“
Im 15. Jahrhundert wurde Ebenthal zur Pfarrei. Bei Mauerbach blieb die Pfarre bis zur Aufhebung der Karthause 1782. Danach ging das Patronat auf den Religionsfonds über. Heute gehört die Pfarrei Ebenthal zum kirchlichen Verwaltungsbezirk Bockfließ.

## Architektur

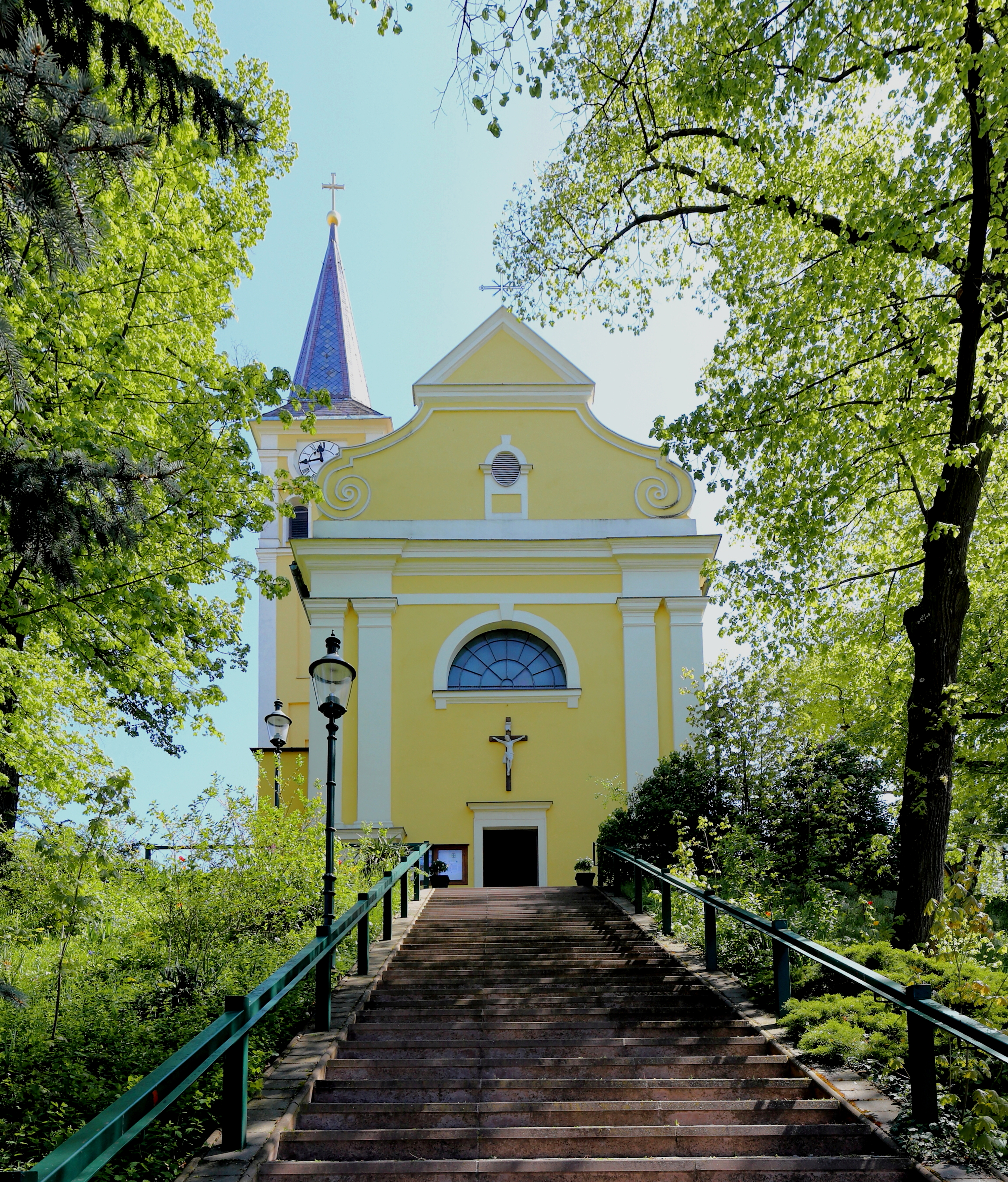
Westansicht der Pfarrkirche

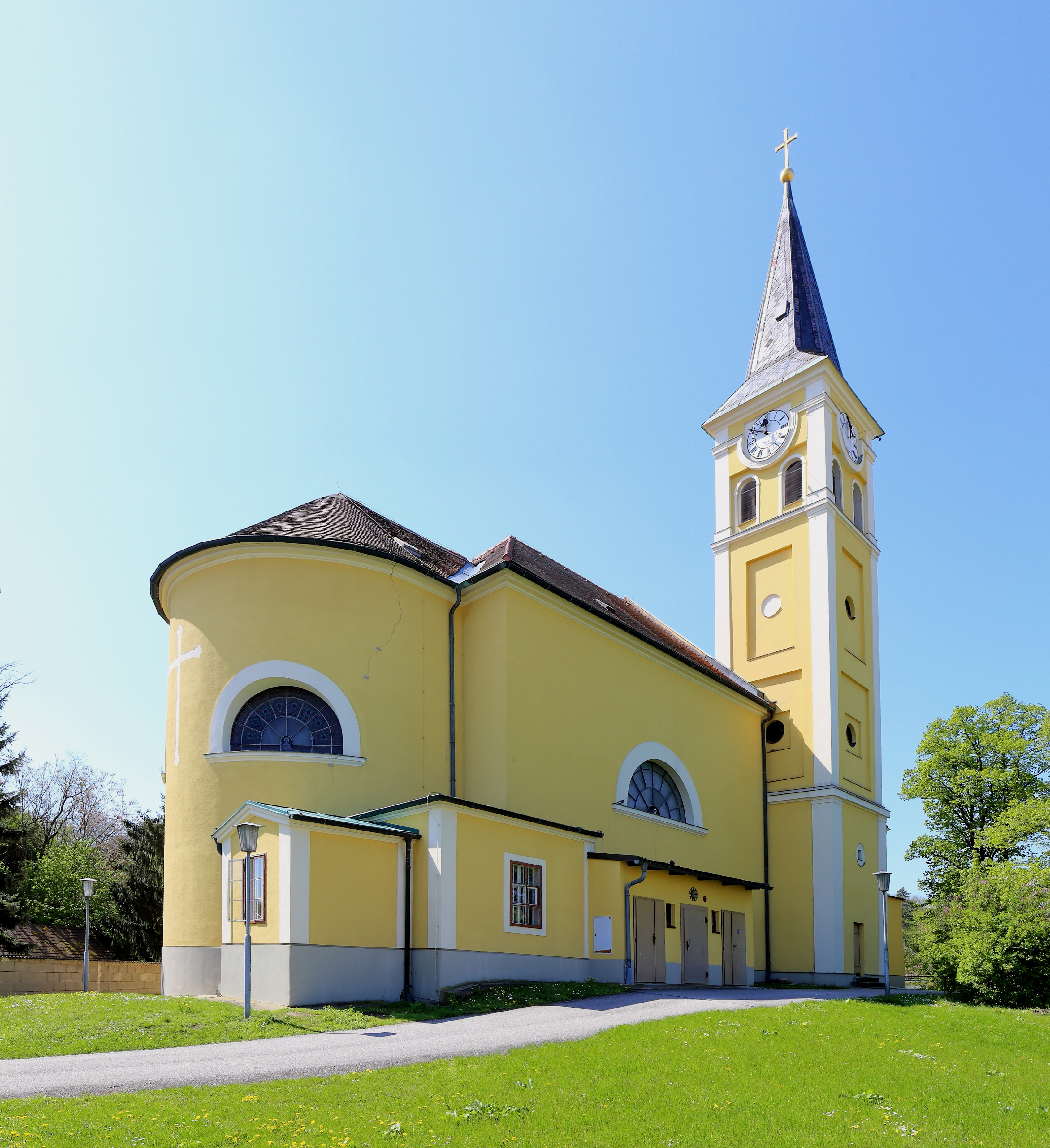
Nordostansicht der Pfarrkirche

Bei dem Kirchenbau in Ebenthal handelt es sich um eine Wehrkirche. Betrachtet man den Stich von Georg Matthäus Vischer, so fällt ein jenseits eines von einem Fahrweg überquertes Sattels mit Wall und Graben gezeichnetes Erdwerk auf.
Es handelt sich um einen zehn Meter hohen Kegelstumpf mit einem Durchmesser der Deckfläche zwischen 22 und 26 m.
Die Plattform hatte einen (heute ziemlich verflachten) Ringwall. Auf diesem Erdwerk, im Volksmund Hausberg genannt, stand die mittelalterliche Burg. Dieses Erdwerk hatte mit dem Kirchenerdwerk einen gemeinsamen Ringwall. Hausberg und Kirche waren dadurch zu einer Festungseinheit verbunden und durch Erdanlagen befestigt worden. Heute ist das Erdwerk durch den Einbau von Häusern so stark zerstört worden, dass die ursprüngliche Form kaum mehr zu erkennen ist.
Die Kirche selbst wurde auf einem künstlich angehäuften, acht Meter hohen Pyramidenstumpf errichtet. Der heutige Bau steht zweifellos an der Stelle der älteren Kirche und stammt aus dem 17. Jahrhundert. Über Baumeister und Auftraggeber gibt es keinerlei Aufzeichnungen.
Schweickhardt schreibt 1833/35 über das Aussehen der Kirche wie folgt: „Das Gebäude der gegenwärtigen Kirche läßt auf kein hohes Alter schließen, sie hat von Außen und Innen eine gefällige Bauform und schönes Ansehen, wozu die gut gewählte Lage auf der freien Anhöhe, zu welcher von mehreren Seiten gemauerte Stiegen führen und der hohe schön gebaute Thurm sehr viel beitragen.“
Stilistisch ist der Kirchenbau dem Klassizismus zuzuordnen. Es handelt sich um einen verputzten Ziegelbau, der mit Eckrustika und Stockwerksbändern versehen ist, und eine schlichte spätklassizistische Volutengiebelfassade mit Doppelpilastern und einem großen, zentralen Lunettenfenster besitzt. Im Norden steht ein Sakristeianbau. Der dreigeschoßige Nordturm ist im Kern romanisch und mit Eckquaderung, Doppelschallfenstern und Spitzhelm verziert. Er wurde Mitte des 19. Jahrhunderts erbaut.
Das zweijochige Langhaus hat ein Kreuzgewölbe mit Stuckrippen und Gurten auf flachen Wandpfeilern, die triumphbogenartig und stark gestaffelt angeordnet sind. Ein schmales, tonnengewölbtes Übergangsjoch führt zum breiteren klassizistischen Zentralbau, einem nüchternen quadratischen Raum mit schlichtem, umlaufenden Gesims. Ein leicht erhöhter Rundchor schließt den Zentralbau ab. Lunettenfenster erhellen den Raum. Im Westen befindet sich eine einteilige Orgelempore, die flach unterwölbt ist.
Im Osten neben der Kirche steht der Pfarrhof. Ein zweigeschoßiger Bau, der zu Beginn des 19. Jahrhunderts erbaut wurde und eine schlichte Fassade mit Korbbogenportal besitzt. Die Räume im Erdgeschoß haben teilweise Stichkappengewölbe.

## Inventar

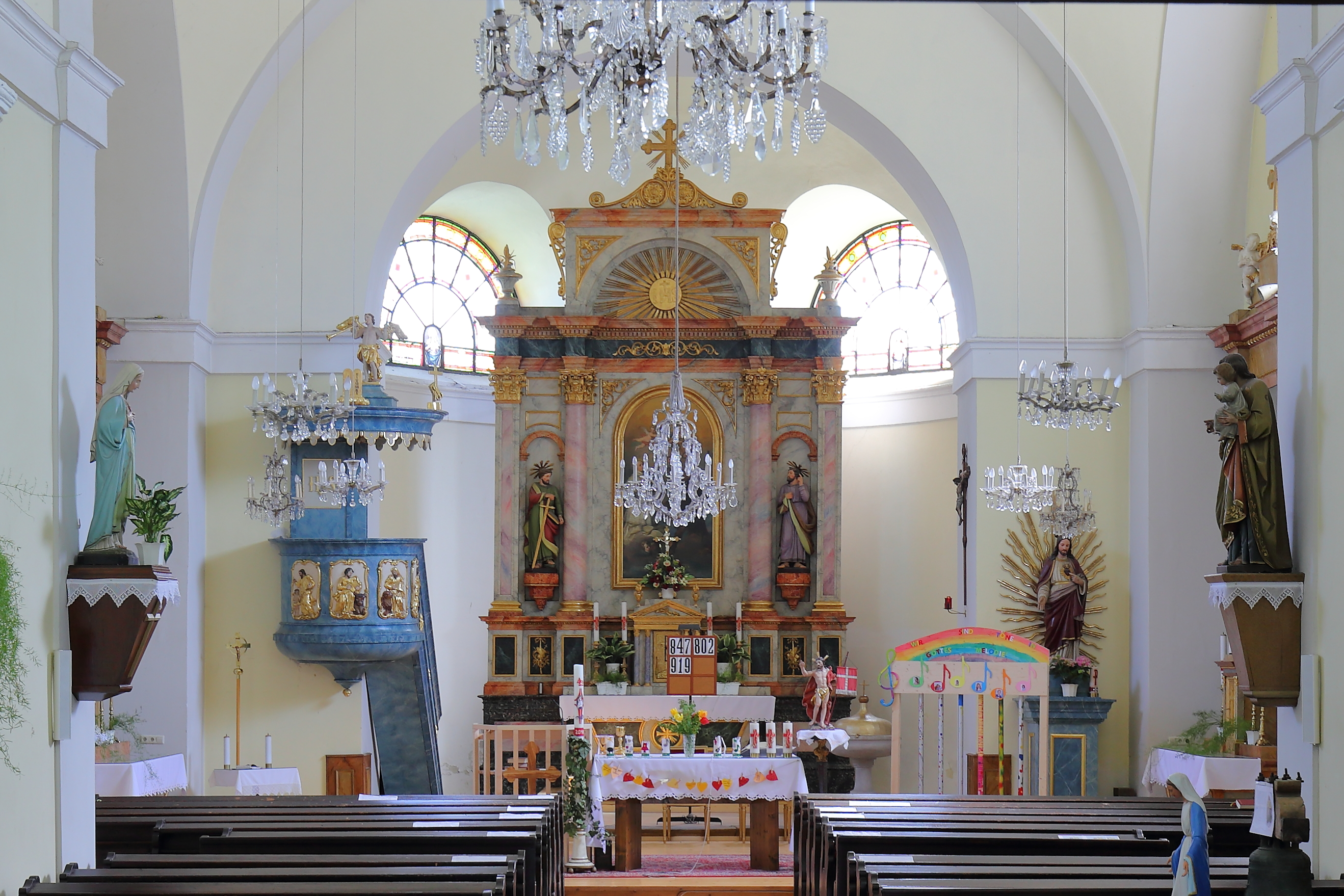
Innenansicht Richtung Hochaltar

Das Innere der Kirche ist mit Kirchenbänken aus der ersten Hälfte des 19. Jahrhunderts ausgestattet. Die Orgel der Pfarrkirche mit 12 Registern präsentiert sich in spätklassizistischem Gehäuse und wurde von Carl Hesse 1871 geschaffen. Der Kirchturm beherbergt fünf Glocken. Zwei stammen aus der Werkstatt von Christian Berger und sind mit den Jahreszahlen 1633 und 1636 bezeichnet. Die größte Glocke trägt die Inschrift: „In Gottes Namen bin ich geflossen - Christian Berger in Wien hat mich gegossen. R.H.V.T.B. MDCXXXVI.“ Die zweite ist um die Hälfte leichter und mit folgender Inschrift versehen: „In Namen Gottes flos ich - Christian Berger gos mich in Wien. R.H.V.T.B. MDCXXXVI.“ Wesentlich jünger und bedeutend kleiner ist die dritte Glocke, die aus dem Jahr 1746 stammt und von Andreas Klein gegossen wurde. Die beiden kleinsten Glocken sind ungefähr gleich groß und werden als „Zügenglöckchen“ geläutet. Eine der beiden stammt aus der Schlosskapelle und wurde in den Kriegsjahren auf den Kirchturm übertragen.
Im Kircheninneren ist vor allem der Hochaltar von Bedeutung, der Anfang des 19. Jahrhunderts geschaffen wurde. Es handelt sich um einen klassizistischen Doppelsäulenaltar mit schlichtem Aufsatz. Am Hochaltar stehen als Seitenfiguren die beiden Apostel Petrus (rechts mit seinem Attribut, einem Schlüssel) und Paulus (links mit dem Schwert). Das Hochaltarbild zeigt den Patron der Kirche, den heiligen Koloman in einer Pilgertracht mit kurzem gegürteten Rock und Pilgerstab. Zu seinen Füßen eine umgedrehte Krone. Über ihm schweben Putten, von denen einer einen Märtyrerkranz herabreicht. Neben dem Heiligen wird ein Geistlicher dargestellt, der durch Mitra und Bischofsstab als Bischof gekennzeichnet ist.
Von den beiden Seitenaltären ist der eine dem hl. Florian geweiht; der andere wurde zu Ehren Mariä errichtet und zeigt diese als Mondsichelmadonna. In dieser Darstellung vor Ort steht Maria auf einer von Engeln aufwärts gehaltenen Mondsichel und wird mit einem zwölfsternigen (hier sind nur neun Sterne erkennbar) Kranz bekrönt.
Ob es sich bei diesem Bild um jenes handelt, das Schweickhardt in seiner Darstellung des Erzherzogthums Österreich unter der Ens erwähnt, konnte nicht in Erfahrung gebracht werden. Schweickhardt schreibt: „Der Ort hat hohes Alter und es scheint uns, daß hier ursprünglich eine Capelle bestanden habe zu Maria Ebthal genannt, wovon ein Marienbild mit dieser Benennung noch gegenwärtig zur Verehrung am Hochaltare in der hiesigen Pfarrkirche […] ausgesetzt ist. […] Wir bemerken zur Pfarrkirche noch, daß zum Bildnisse Maria Ebthal (Maria in Ebenthal) viel gewallfahrtet wird.“
Dazu ist festzustellen, dass dieses Gnadenbild, einer nicht belegten Quelle zufolge, im Jahr 1803 im Inneren eines vermorschten Eichenstammes gefunden wurde. Nach seiner Auffindung wurde es wieder am selben Platz befestigt und viele Gläubige sollen auch aus den Nachbarorten gekommen sein, um es zu sehen. Als der Bischof die Anbetung des Bildes untersagte, kam es zum Protest der Bevölkerung. Schließlich brachte man das Bild im Rahmen einer feierlichen Prozession in die Kirche und machte Ebenthal zum Wallfahrtsort.
Im Inneren der Kirche befinden sich noch eine spätklassizistische Kanzel, auf deren Korb Flachreliefs der vier Evangelisten mit ihren Symbolen angebracht sind. Die Kreuzwegbilder im Langhaus stammen aus der ersten Hälfte des 19. Jahrhunderts. Zwei Figuren, die Heiligen Sebastian und Johannes Nepomuk, vollenden den Schmuck des Langhauses. In einer Rokokovitrine steht eine Ecce-homo-Statue, die zu Anfang des 18. Jahrhunderts geschaffen wurde.
Die Kirche beherbergt auch den Grabstein der Maria Josepha, Gräfin von Sinzendorf, mit der Inschrift: „Hier ligt begraben die hochgebohrene Freylle Maria Josepha Grafin von Sinzendorf Weliche gestorben 22. July anno 1713“. Das Grabmal der Gräfin befand sich laut Schweickhardt „auf dem Leichenhof, der einige Schritte außerhalb des Dorfes situiert ist“. Aus diesem entwickelte sich mit großer Wahrscheinlichkeit der heutige Friedhof; das Friedhofskreuz trägt die Inschrift „Gewidmet von der Gemeinde Ebenthal 1904“.